# مایچال مولدر

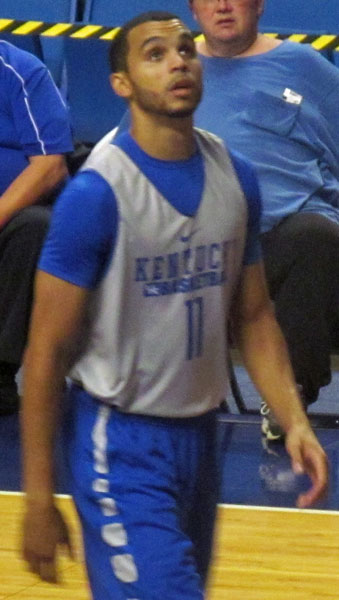
مایچال مولدر در سال ۲۰۱۵

مایچال مولدر (انگلیسی: Mychal Mulder؛ زادهٔ ۱۴ ژوئن ۱۹۹۴) بازیکن بسکتبال اهل کانادا است.
از باشگاه‌هایی که در آن بازی کرده‌است می‌توان به کنتاکی وایلدکتز اشاره کرد.